# Adolf Kempkes

Adolf Kempkes

Adolf Kempkes (* 30. August 1871 in Essen; † 6. Januar 1931 in Berlin) war ein deutscher Politiker der Deutschen Volkspartei.

## Leben
Der Sohn eines katholischen Kaufmanns besuchte das Burggymnasium Essen und machte 1891 das Abitur. Er studierte ab 1891 Rechtswissenschaft an der Philipps-Universität Marburg, der Albert-Ludwigs-Universität Freiburg und der Friedrich-Wilhelms-Universität zu Berlin. Er war Mitglied des Corps Hasso-Nassovia (1891) und des Corps Suevia Freiburg (1892). Nach dem Referendariat und der Großen Juristischen Staatsprüfung ließ er sich 1899 in Essen als Rechtsanwalt nieder. Während des Ersten Weltkrieges diente er als Kommandeur der Aufklärungsabteilung des 1. Westfälischen Feldartillerie-Regiments Nr. 7 in Münster. Kempkes war Freimaurer und Mitglied der Loge „Alfred zur Linde“ in Essen. Er bekleidete dort die Ämter des Redners und des Zugeordneten Meisters. Kempkes beteiligte sich 1918 an der Gründung der DVP. Von 1906 bis 1918 war Kempkes Stadtverordneter in Essen. Er gehörte 1919/20 der Weimarer Nationalversammlung an. Anschließend war er bis 1930 Mitglied des Reichstages. Zeitweise war er stellvertretender Vorsitzender der DVP-Fraktion im Reichstag. Im Kabinett Stresemann II war Kempkes vom 6. Oktober bis zum 23. November 1923 als Staatssekretär Chef der Reichskanzlei.

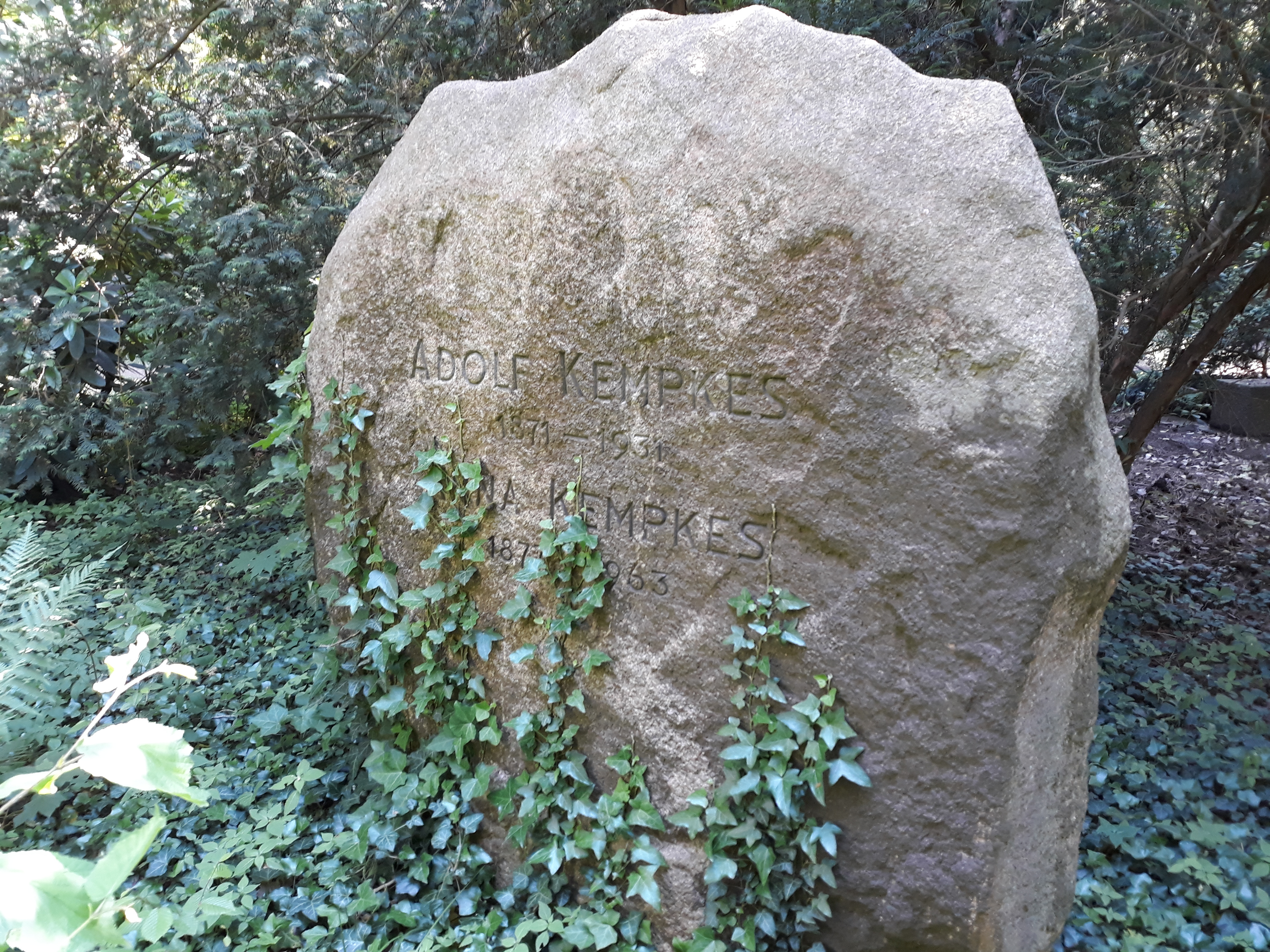
Grab von Kempkes und seiner Frau

Er starb im 60. Lebensjahr und wurde auf dem Parkfriedhof Lichterfelde beerdigt. Verheiratet war er mit Anna geb. Boos.